# Rodríguez (achternaam)

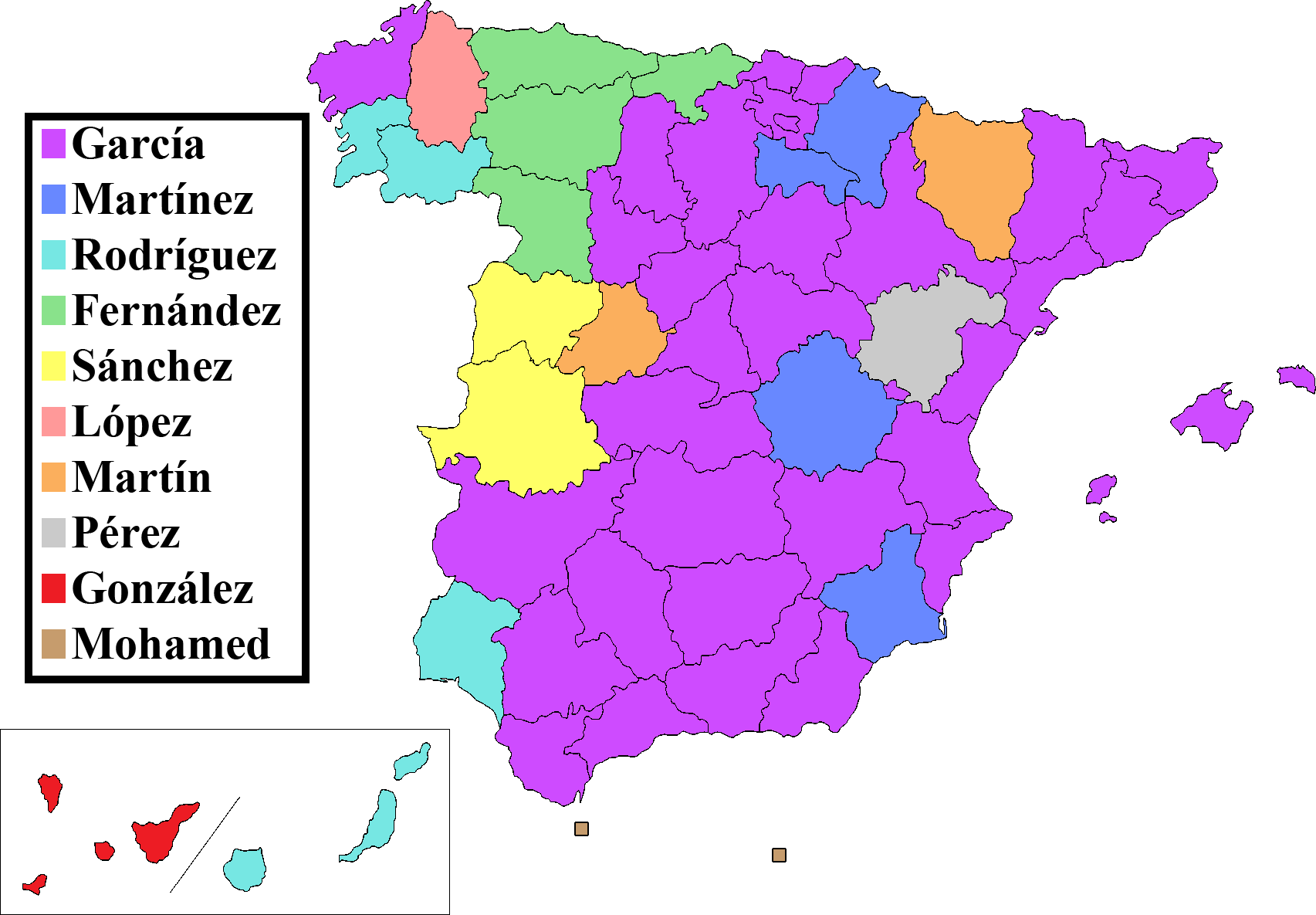
Meest voorkomende achternamen in Spanje naar provincie

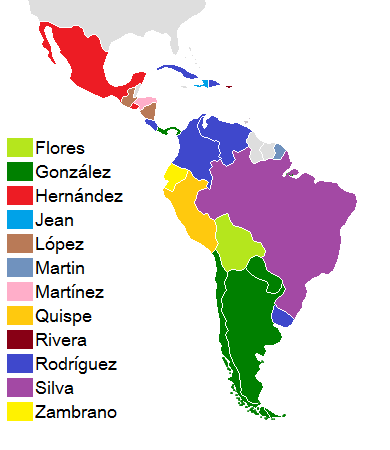
Meest voorkomende achternamen in Latijns-Amerika naar land

Rodríguez is een Spaanstalige achternaam. De naam is oorspronkelijk een patroniem uit het middeleeuwse koninkrijk León, in het huidige Spanje, en betekent "zoon van Rodrigo". Rodrigo op zijn beurt komt van het Germaanse Hrod, "glorie" of "roem" en riks, "macht" en was de naam van de laatste koning van de Visigoten, Roderik. De naam Rodríguez stamt waarschijnlijk uit de negende eeuw, een tijd waar de meeste Spaanse patroniemen uit stammen, en net als bij de andere patroniemen, zijn de verschillende familielijnen niet terug te brengen tot één stam.
In alle Spaanstalige landen is het een veel voorkomende achternaam. Het is de meest voorkomende naam in Colombia, 707.786 personen, Venezuela, 594.652 personen, de Dominicaanse Republiek, 231.371 personen, Cuba, 201.136 personen, Costa Rica, 102.497 personen, en Uruguay, 55.736 personen.
Het is de op een na meest voorkomende naam in Argentinië, 347.722 personen, Puerto Rico, 118.311 personen, en Panama, 64.132 personen, en de op twee na meest voorkomende naam in Spanje met 924.955 personen, 1,99% van de bevolking, Peru, 280.067 naamhouders, en Honduras, 136.724 naamhouders. Ten slotte is het ook een belangrijke naam in Mexico, 1.741.540 personen, 6e positie, Ecuador, 117.432 personen, en Bolivia, 77.604 personen.
Wereldwijd is Rodríguez de zestigste meest voorkomende achternaam, gedragen door ongeveer 7,2 miljoen personen.